# Гродзянка (станція)
Гродзя́нка (біл. Градзя́нка) — залізнична станція Могильовського відділення Білоруської залізниці на відгалуженій залізничній лінії Верейці — Гродзянка від магістральної лінії Гомель — Мінськ. Розташована в однойменному селі Гродзянка Осиповицького району Могильовської області і є кінцевим пунктом залізничної лінії для пасажирського сполучення. 

## Загальна інформація
Залізнична лінія Верейці — Гродзянка завдожки 34 км, 41 км — до асфальтобетонного заводу біля села Тадуличі.
Кінцевий пункт для вантажного сполучення та тупики залізничної колії розташовані приблизно за 7 км на північ, біля нафтобітумного та асфальтобетонного заводів у Червенському районі Мінської області, куди постачається необхідна для цих заводів сировина. Крім того, на станції здійснюється завантаження та відправка лісозаготівель.
Лінія одноколійна, неелектрифікована. На основній ділянці є частиною мережі загального користування Білоруської залізниці. На північ від станції Гродзянка — промисловиа під'їзна колія.
На ділянці Верейці — Гродзянка діє одна проміжна станція Лапичі і п'ять зупинних пунктів: Ціль, Осове, Гомонівка, Уборок, Погоріле.
Основне місце формування вантажопотоків — промислова станція за 7 км на північ від станції Гродзянка. Назва з достовірністю не встановлена.

## Історія
Станція Гродзянка виникла 1910 року. Споруджена лінія напочатку була приватною, будувалася князем Миколою Радзивіллом на своїх землях. Початковий пункт — станція Верейці магістральної Лібаво-Роменської залізниці. Основним призначенням залізничної лінії був вивіз лісу.
Станція Гродзянка була не єдиним кінцевим пунктом. Від станції Уборок (22-й км) починалася гілка на схід до станції Завишино (або Завішін). Відстань від станції Верейці до Гродзянки — 34 км, надалі до Завишина — 40 км.
Регулярний пасажирський рух до Гродзянки тривав до червня 1941 року, після Другої світової війни рух було відновлено.
У 1960-х роках лінія була подовжена від Гродзянки (завдожки 7 км) у напрямку міста Березино Мінської області — до промислових підприємств. Пасажирського руху на цій ділянці ніколи не було.

## Пасажирське сполучення
Лінія Верейці — Гродзянка одна з небагатьох дільниць Білоруської залізниці, де приміські перевезення виконуються не моторвагонним рухомим складом, а приміськими поїздами на локомотивної тязі сполученням Гродзянка — Осиповичі (двічі на день). Поїзди є вантажопасажирськими не тільки за нумерацією, але і фактично. У складі поїзда зазвичай один-два пасажирських вагони, в залежності від сезону і пасажиропотоку, також нерідко курсує з вантажними вагонами.
Приблизний час у дорозі з усіма зупинками від станції Осиповичі I — 1 година 30 хвилин, від станції Верейці — 1 година 06 хвилин.